# Totius
Pour les articles homonymes, voir Du Toit.
Jakob Daniël du Toit dit Totius (21 février 1877 à Paarl-1er juillet 1953 à Pretoria) était un écrivain et un poète d'Afrique du Sud, issu de la communauté afrikaner. 

## Biographie
Fils de l'historien Stephanus Jacobus du Toit, Totius a fait sa scolarité dans la colonie du Cap avant de suivre des études au collège de théologie à Burgersdorp. 
Durant la seconde guerre des Boers, il est chapelain au sein des commandos boers. Après la guerre, il poursuit des études supérieures à l'université libre d'Amsterdam où il passe avec succès un doctorat en théologie. 
Pasteur de l'Église réformée hollandaise, il devient à partir de 1911 professeur au collège théologique de l'Église réformée hollandaise de l'université de Potchefstroom. Il voyage également en Palestine et aux Pays-Bas. En 1915, il est le premier écrivain à remporter le tout nouveau prix Hertzog honorant la littérature de langue afrikaans, délivré par l'Académie sud-africaine des sciences et des arts (Suid-Afrikaanse Akademie vir Wetenskap en Kuns).
Conservateur, religieux, afrikaner et patriote, il traduit la Bible en afrikaans et marque de son empreinte le monde intellectuel afrikaner de son époque. Ses poèmes sont inspirés par l'immensité du veld sud-africain, par l'impérialisme britannique, la guerre des boers et le martyre des femmes et des enfants dans les camps de concentration britanniques. Il participa ainsi à la construction du nationalisme afrikaner du début du XXe siècle. En 1949, il est élu chancelier de l'université de Potchefstroom.
Sa vie personnelle est marquée par la tragédie. Ses deux enfants moururent en bas âge, son fils d'une infection et sa jeune fille frappée par la foudre alors qu'elle courait vers lui. Son poème O die pyn-gedagte évoque ces deux tragédies personnelles. 
Sa maison de Potchefstroom est aujourd'hui un musée. La statue de Totius, inaugurée en 1977, est située depuis 2011 sur le campus de la North-West University à Potchefstroom.

## Œuvres principales
- Bij die Monument (1908),
- Verse van Potgieter's Trek (1909),
- Wilgerboombogies (1912),
- Rachel (1913),
- Trekkerswee (1915, Le Malheur des Trekkers), prix Hertzog 1916
- Psalme in Afrikaans (1923),
- Passieblomme (1934, Passion des fleurs),
- Uit donker Afrika (1936)
- Skemering (1948).